# جرمن مک گلاشان
جرمن مک گلاشان (انگلیسی: Jermaine McGlashan؛ زادهٔ ۱۴ آوریل ۱۹۸۸ بازیکن فوتبال اهل بریتانیا است.
از باشگاه‌هایی که در آن بازی کرده‌است می‌توان به باشگاه فوتبال مرستم، باشگاه فوتبال اشفورد تاون، باشگاه فوتبال گیلینگام، باشگاه فوتبال چلتنهام تاون، باشگاه فوتبال راینز پارک ویل، باشگاه فوتبال آلدرشات تاون، باشگاه فوتبال براکنل تاون، باشگاه فوتبال کینگستونیان، و باشگاه فوتبال استاینز تاون اشاره کرد.